# Vilhelmine Ernestine af Danmark
Vilhelmine Ernestine (20/21. juni 1650 – 22/23. april 1706) var en dansk prinsesse, der var kurfyrstinde af Pfalz fra 1680 til 1685. Hun var datter af kong Frederik 3. og dronning Sophie Amalie og gift med kurfyrst Karl 2. af Pfalz.

## Biografi
Vilhelmine Ernestine var den tredje datter af kong Frederik 3. i hans ægteskab med Sophie Amalie af Braunschweig-Lüneburg, datter af hertug Georg af Braunschweig-Lüneburg. Hendes far var blevet kronet til konge af Danmark og Norge den 23. november 1648, cirka halvandet år før hun blev født.
Den 24. juni 1671 blev hun forlovet på Sophie Amalienborg med Karl, arvingen til det kurfyrstelige Pfalz. De blev gift den 20. september 1671 i Heidelberg. 
Prinsesse Vilhelmine Ernestine fik en medgift på 100.000 rigsdaler og smykker til en værdi af 40.000 rigsdaler. Af sin svigerfar, Kurfyrst Karl Ludvig, fik hun amterne, byerne og slottene Germersheim og Oppenheim som livgeding.
Det arrangerede ægteskab blev langtfra lykkeligt. Prins Karl havde fra starten uvilje mod Vilhelmine Ernestine, som hans far havde tvunget ham til at gifte sig med mod sin vilje. Hendes ubetydelighed og hoffærdighed skal i følge tyske kilder have fjernet hende mere og mere fra ham, og der blev aldrig født børn i ægteskabet. I 1677 havde kurfyrst Karl Ludvig derfor planer om at få ægteskabet opløst, men planerne blev standset af Kurfystinde Charlotte.
Efter Kurfyrst Karl Ludvigs død den 28. august 1680 arvede de titlerne kurfyrste og kurfyrstinde af Pfalz. Som regent var Karl ødsel, svag og under indflydelse af en række dominerende favoritter. Han døde efter mindre end bare fem års regeringstid den 26. maj 1685. Da han og Vilhelmine Ernestine ingen børn fik, uddøde linjen Simmern med ham, og Kurpfalz tilfaldt den katolske linje Neuburg af Huset Wittelsbach.
Vilhelmine Ernestine flyttede derefter til Slottet Lichtenburg i Prettin i Sachsen, hvor hendes søster, Kurfyrstinde Anna Sophie, boede som enke. Her levede hun i mere end 20 år, før hun døde den 23. april 1706 på Lichtenburg. Hun blev begravet sammen med sin søster på Lichtenburg. I 1811 blev deres gravmæle flyttet til Freiberg Domkirke.